# Mount Fuller
Mount Fuller ist ein 1925 m hoher Berg im ostantarktischen Viktorialand. In den Cathedral Rocks der Royal Society Range ragt er zwischen den unteren Abschnitten des Zoller- und des Darkowski-Gletschers auf.
Das Advisory Committee on Antarctic Names benannte ihn 1992 nach Lieutenant Commander William C. Fuller von der United States Navy, der im antarktischen Winter 1964 als Kaplan auf der McMurdo-Station tätig war.